# C1RCA
C1RCA (oder auch CIRCA) ist ein 1999 in San Clemente, Kalifornien von Chad Muska gegründetes US-amerikanisches Unternehmen, das Skaterschuhe herstellt. Es gehört zu den erfolgreichsten Unternehmen in der Skateszene.
C1RCA sponsert ein eigenes Profi-Skater-Team. 2012 gehörten zum US-amerikanischen Profiteam Skateboarder wie Emanuel Guzman, Dave Gravette, Sierra Fellers, Ryan Gallant und Walker Ryan, aber auch Amateure wie Robie Brockel und Ben Hatchel. Im Jahr 2012 gehören zum C1RCA Team Germany Yannick Schall, Danny Pham, Glenn Michelfelder, Christoph Ratdke, Florian Westers, Kerem Elver und Patrick Rogalski.
Von Beginn an produzierte C1RCA innovative Produkte, die sich durch ihre für Skateboarder angelegte Form auszeichneten oder Details wie ein verstecktes Kleingeldfach besaßen. Weiterhin gibt es Kooperationen mit Firmen aus dem Skateboard-Bereich wie Santa Cruz, Bones Wheels oder Creature. Künstler wie Africa Bambaataa oder Soul Asylum arbeiten für die C1RCA-Kollektion.